# 澳門科學館
澳門科學館（簡稱科學館，曾稱澳門科技館）為澳門以科學為主題之博物館，由著名建築師貝禮中設計，由澳門特別行政區政府投資及興建。澳門科學館位于澳門新口岸新填海區孫逸仙大馬路，毗鄰澳門文化中心及澳門漁人碼頭。2009年12月19日，中共中央總書記、國家主席胡錦濤及澳門行政長官何厚鏵在此主持新馆開幕典礼，至翌月25日對外開放。

## 歷史

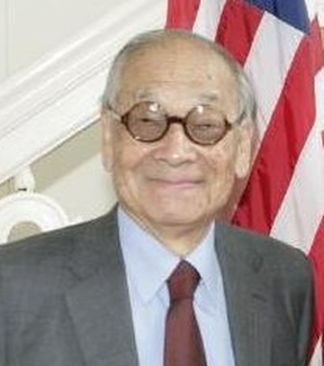
科学馆主设计师貝聿銘

為了了解澳門民眾在科學方面的實際需要，澳門基金會行政委員會主席吳榮恪於2001年發起成立了「澳門青少年科技館可行性研究小組」。2001年11月20日，澳門行政長官何厚鏵發表《澳門特別行政區政府2002年財政年度施政報告》，提出要培養澳門青少年對科學的認識，「讓廣大青少年在輕鬆愉快的環境下開拓視野，領略科學奧秘」，以推廣及冀望提高澳門居民對科普的參與度。因此，當局有意在澳門興建一座以教育為宗旨並設有科技展覽為構想的科學館。
2001年11月，「澳門青少年科技館可行性研究小組」舉行第一次籌備會議，制定籌建科學館工作時間表的可行性報告，確定唐志堅、何麗鑽、崔世平等11人為專家顧問團。2002年初，該小組派代表到香港、北京、美國及加拿大等地考察當地的科學館並搜集相關資料，還從聯合國教科文組織等機構獲得興建科學館的規範性文件；中國科技館、澳門教育暨青年局及澳門生產力暨科技轉移中心也為他們提供了相關參考資料。研究小組經過廣泛徵求意見後，認為澳門具備條件及有需要興建一間國際級的科學館。
2002年3月，澳門政府派出的澳門基金會代表團到达美國，邀請國際著名建築師貝聿銘和貝氏建築事務所為科學館設計图纸。翌月底，由貝聿銘及其子貝禮中等组成的考察团应邀到达澳門，他们主要在澳門旅遊塔會展娛樂中心61樓的室外觀光廊考察，並就澳門科學館的興建和當局商討相關事宜，确定科學館的選址。同年9月26日，澳門基金會行政委員會主席吳榮恪、委員林金城、貝聿銘及貝禮中就科學館概念和建築設計事宜于澳門財政局公證處進行合約簽署儀式。次年2月26日，基金會信託委員會通過了由貝聿銘及貝氏建築事務所負責的澳門科學館概念設計方案。2005年6月9日，澳門基金會、澳門生產力暨科技轉移中心及澳門科技發展基金组建成立澳門科學館股份有限公司，以籌備興建科學館及其日后的營運和管理等工作。

### 建設與開幕
2005年12月1日，澳門政府開始在澳門文化中心對出海面為興建科學館進行填海造地工程，至翌年9月底，共填平62,000 m2（667,362 sq ft）的建築用地。2006年10月19日，行政長官何厚鏵為科學館主持奠基禮，標誌著科學館主體建築工程正式展開。2007年年底，澳門科學館股份有限公司主辦「澳門科學館館徽設計比賽」，為館徽公開徵稿，共收到應徵館徽635件，中標館徽於2008年5月公佈。截至2009年年底，歷經四年，耗資3.37億澳門元的科學館宣告落成；同年12月19日，中共中央總書記、國家主席胡錦濤以及澳門行政長官何厚鏵主持開館儀式，胡錦濤為科學館揭牌。2010年1月25日，科學館正式起對外開放。

### 館長
現任館長為邵漢彬，由2013年獲委任至現在。

## 館徽

澳門科學館館徽

澳門科學館館徽由中華人民共和國的晏鈞設計有限公司設計，圖案鮮明、簡潔，寓意深刻。簡樸、明快的整體圖案，勾勒出科學館的主體外觀；形似簡單的線條刻畫出建築的內外兩面。直視館徽，如同開啟的書卷，寓意科學館擔負著向民眾傳播科學知識的重任。圖案的另一種視覺給人以時上時下、時下時上、忽左忽右的運動感，顯現出科學的奧妙精深，也表現出科學館以多維視角向觀眾展現科技的發展與進步。館徽線條的綠色代表著生命，藍色則象徵著海洋。綠、藍色彩的循序變換，體現出生命與海洋密不可分的聯繫，烘托出人類尊重自然、維護大自然生態平衡的重要性。

## 建築特色
澳門科學館佔地面積約22,850 m2（245,955 sq ft），建築面積約32,245 m2（347,082 sq ft）。主體建築由斜圓錐體、半球體和菱形基座組合而成，外牆用銀色鋁鋼板、玻璃幕牆搭配裝飾。玻璃幕牆對館內有自然採光功能，體現科學、環保的的設計理念。整幢建築由展覽中心（即主體大樓）、天文館、會議中心、裙樓組成，室外安裝有扶手電梯。館內硬件設施先進，在天文館天象廳安裝有放映三維效果的8000×8000圖元影像球幕，為世界頂級的室內影像放映設備，比中國北京和香港的同類設備還要先進。

## 功能劃分

### 展覽中心

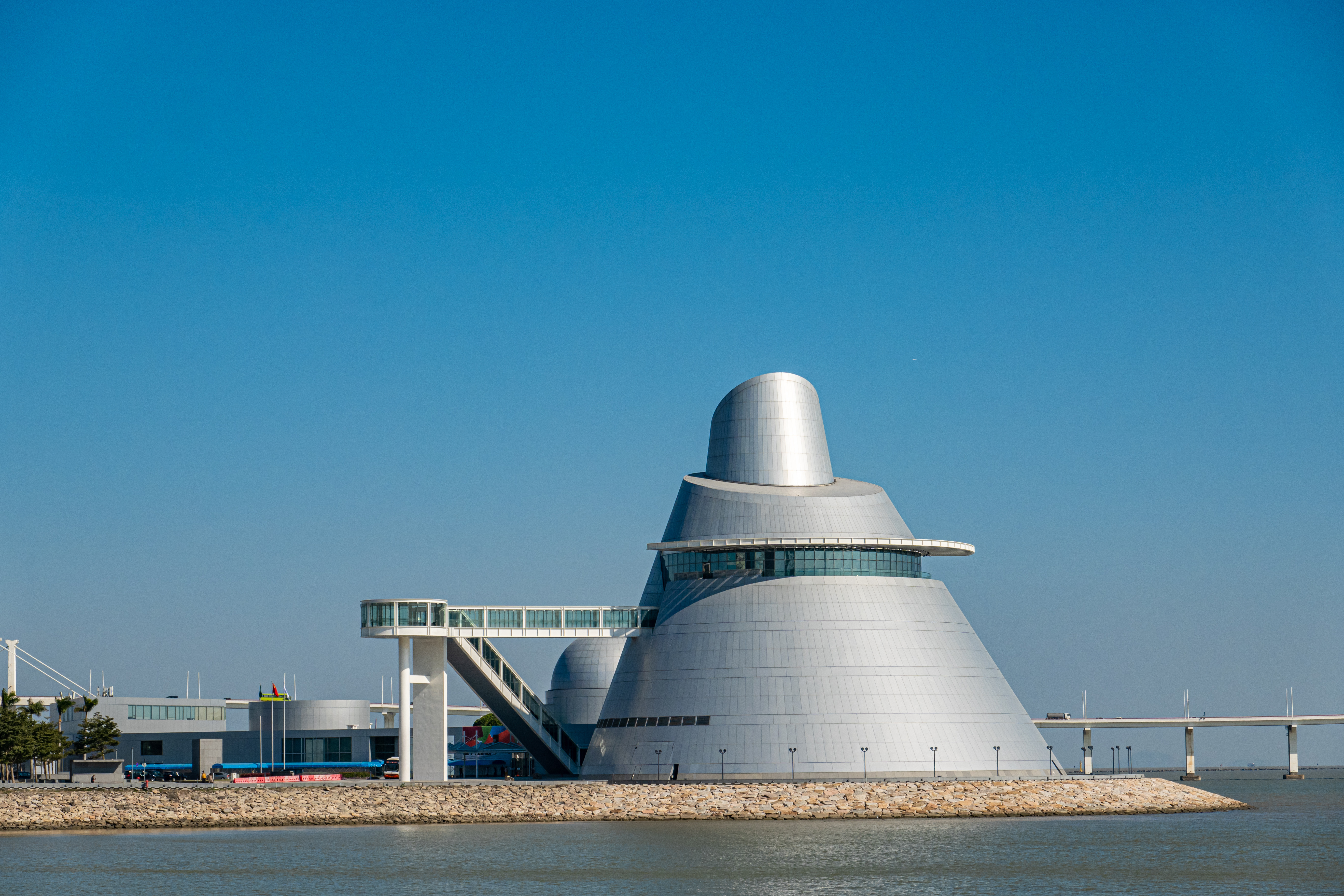
澳门科学馆侧面

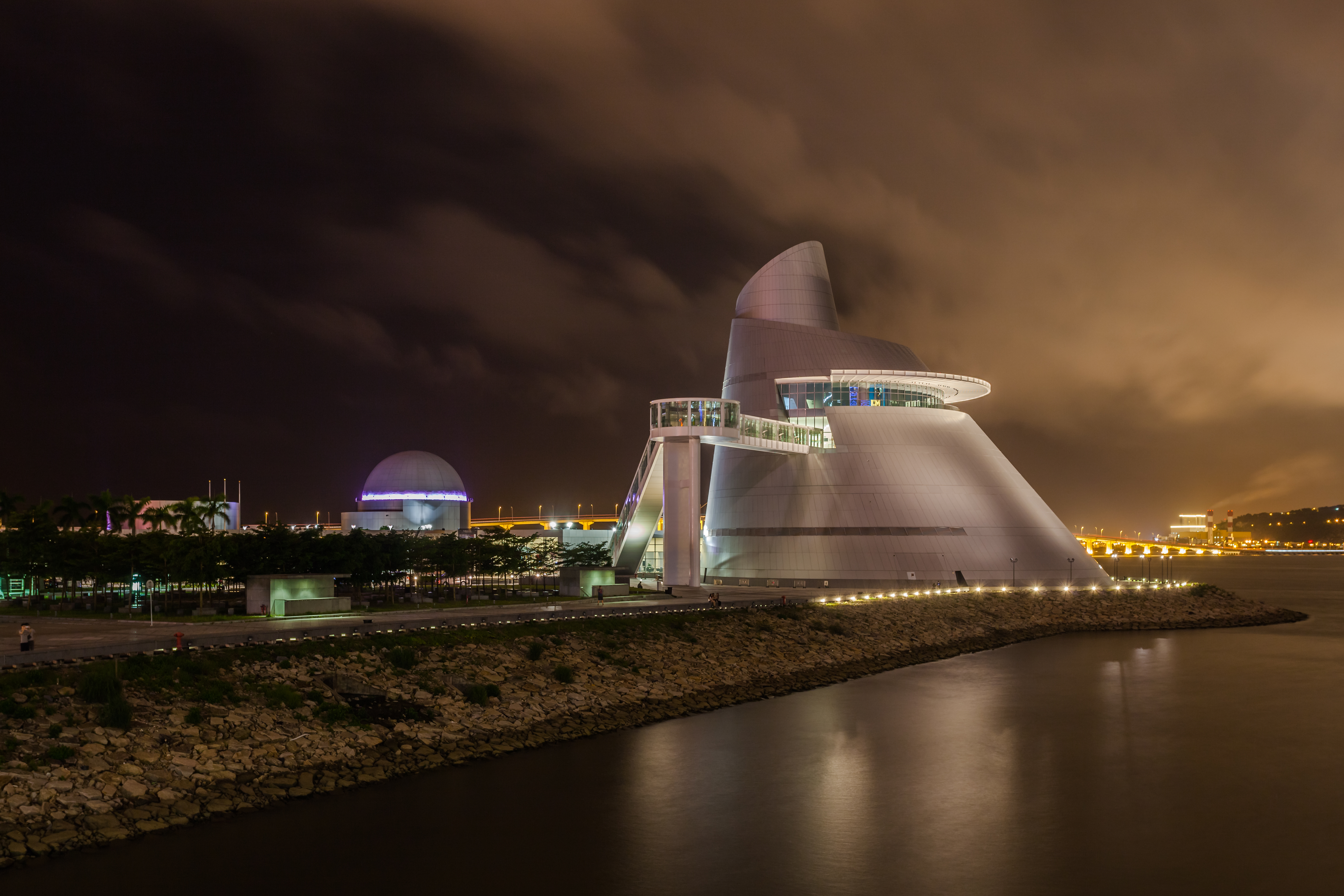
澳門科學館夜景

展覽中心是整個建築的核心，高57米（187英尺），由一個傾斜圓錐體及其頂部的一個斜切圓柱體所組成。展廳地面以下建有機電房及物資儲存地庫，地面至三樓有設有14個展覽廳，四樓及五樓分別是觀景亭及觀景臺。展覽中心內部還設有設有咖啡廳、精品店等休閒消費場所。
科學館的會議中心曾稱多功能廳，以菱形為基座，劃分為設備區和多功能活動區。設備區樓高三層，地面、一樓、二樓分別為會議廳、會議室和科學館的辦公室；多功能活動區設有衣帽間、貴賓辦公室及接待室、貯藏室、預備廳等設施。會議廳及會議廳前廳面積達600 m2（6,458 sq ft），設有演講或表演專用系統以及最多支持三種不同語言同聲傳譯系統等設備；會議室有四間，每間會議室各有72 m2（775 sq ft），當中兩間可互相貫通使用。會議中心可用作文藝演出、音樂會、研討會、宴會和展覽會等用途。

### 天文館及裙楼
天文館是科学馆颇具特色的功能区，主体构造由一個直徑為19.35米（63英尺）的圓柱及半球形的屋頂組成。馆内一樓為半圓形的電設備機房，二樓是一个多功能的环幕影院。球幕影院的放映设备世界一流，倾斜半球形的银幕直徑約15米（49英尺），可放映高解像度的三維數碼影片。影院内设135個座位，每個座位均設有按鈕，用作互動控制功能。《物競天擇》、《太陽風暴》、《勇闖太空》、《宇宙演義》及《天象》为影院的常設節目，其中前三部均為三維立體節目。裙樓是科学馆的附属配套建筑，由商店、咖啡室、售票處、辦公室大廳等组成，与展覽中心、天文館、多功能廳及室外扶手電梯有走道相通。裙楼正門入口的雨篷为鋼质，呈雙傘形，並以玻璃幕牆作為頂蓋。

## 基本資料

### 館址
- 澳門孫逸仙大馬路

### 開放時間
- 10:00 - 18:00，逢星期四及農曆年除夕休館

### 門票一覽表
- 閉館前30分鐘停止售票

| 門票類型                                              | 門票類型                                                                 | 展覽中心 | 天文館                   | 天文館                   |
| 門票類型                                              | 門票類型                                                                 | 展覽中心 | 2D球幕 / 2D天象節目      | 3D球幕 / 3D天象節目      |
| ----------------------------------------------------- | ------------------------------------------------------------------------ | -------- | ------------------------ | ------------------------ |
| 標準票                                                | 標準票                                                                   | 50MOP    | 60MOP                    | 80MOP                    |
| 澳門居民及非本地勞工特別優惠票 （每人每天限使用一次） | 18歲以上至65歲以下人士                                                   | 15MOP    | 20MOP                    | 30MOP                    |
| 澳門居民及非本地勞工特別優惠票 （每人每天限使用一次） | 18歲以下、65歲以上人士                                                   | 免費     | 20MOP                    | 30MOP                    |
| 澳門居民及非本地勞工特別優惠票 （每人每天限使用一次） | 全日制學生、由教育暨青年局發出證件之教師及教育機構職員或餘暇活動專職人員 | 免費     | 20MOP                    | 30MOP                    |
| 澳門居民及非本地勞工特別優惠票 （每人每天限使用一次） | 獲旅遊局發出導遊證或見習導遊證人士                                       | 免費     | 20MOP                    | 30MOP                    |
| 澳門居民及非本地勞工特別優惠票 （每人每天限使用一次） | 殘障人士及1名照顧者                                                      | 免費     | 20MOP                    | 30MOP                    |
| 澳門居民及非本地勞工特別優惠票 （每人每天限使用一次） | 2歲以下幼童                                                              | 免費     | 免費（不佔座位及3D眼鏡） | 免費（不佔座位及3D眼鏡） |
| 一般優惠票                                            | 2歲以下幼童                                                              | 免費     | 免費（不佔座位及3D眼鏡） | 免費（不佔座位及3D眼鏡） |
| 11歲或以下、65歲或以上人士                            | 15MOP                                                                    | 20MOP    | 30MOP                    |                          |
| 全日制學生（憑學生證）                                | 15MOP                                                                    | 20MOP    | 30MOP                    |                          |
| 殘障人士及1名照顧者                                   | 15MOP                                                                    | 20MOP    | 30MOP                    |                          |
| 團體（20人以上）                                      | 20MOP                                                                    | 40MOP    | 50MOP                    |                          |

### 展覽中心（樓層分佈）

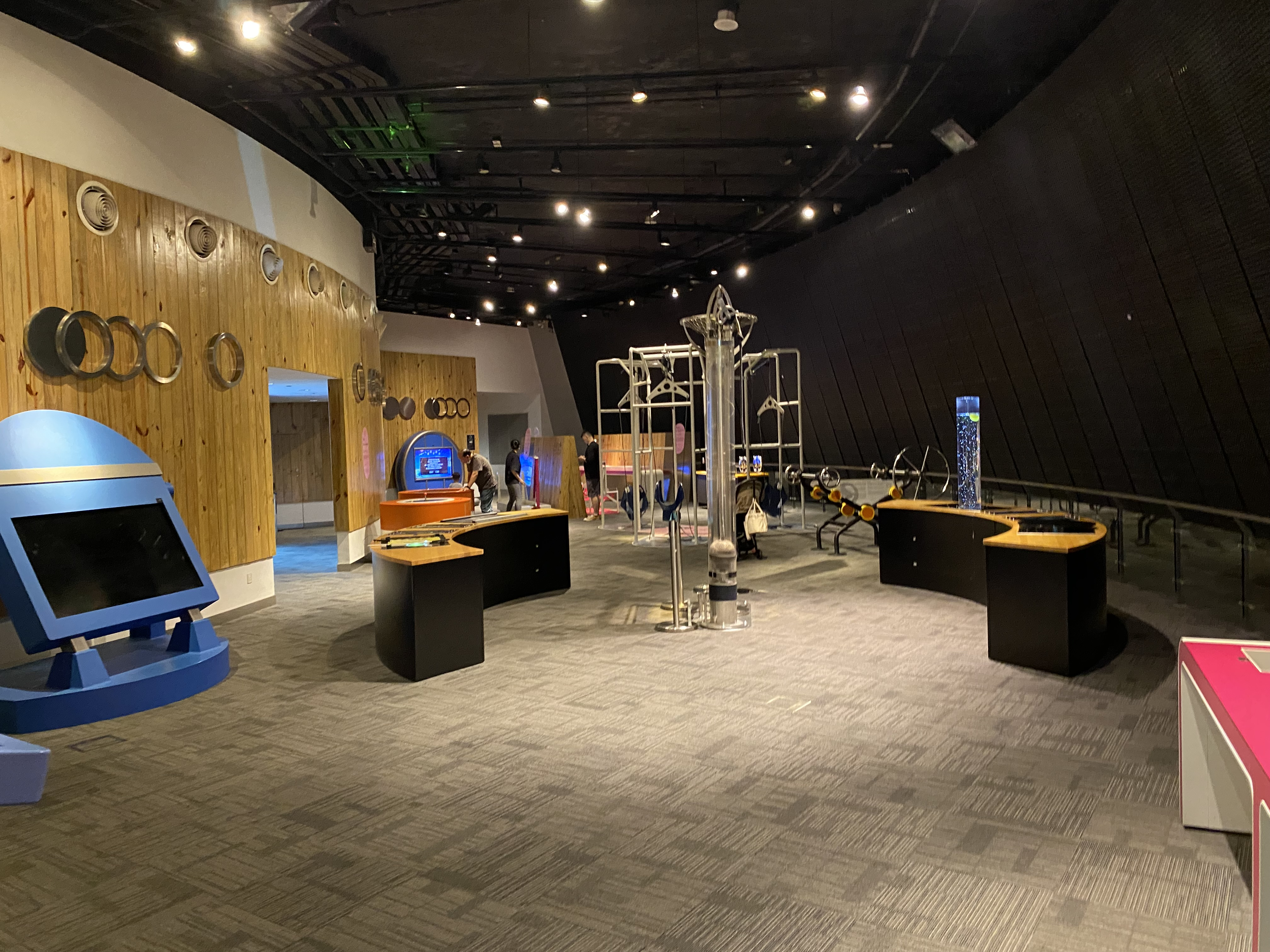
3樓運動競技廳

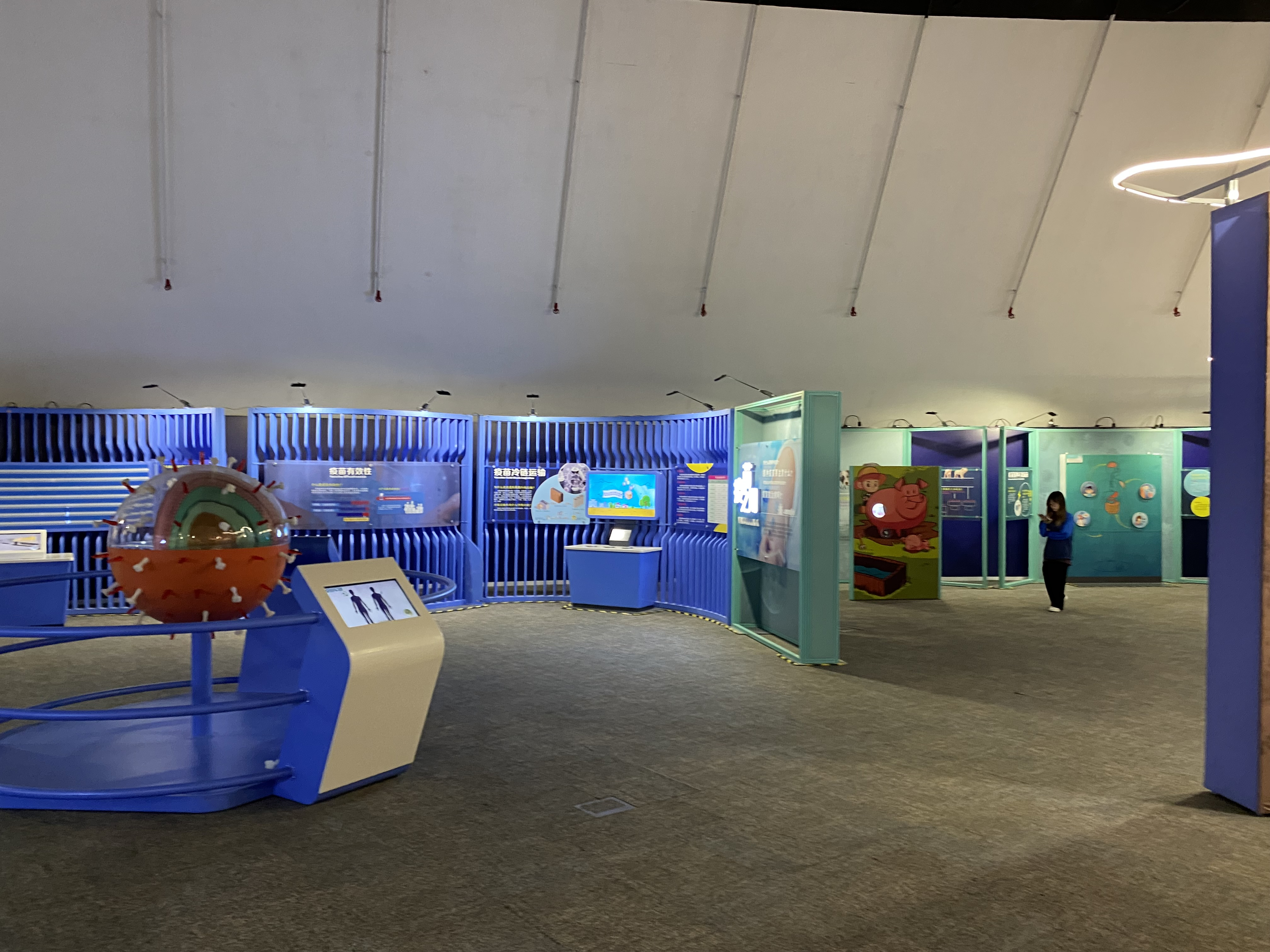
新型肺炎的展覽（2023年）

| 層數          | 展廳編號    | 展廳名稱                                                                       |
| 5/F           |             | 觀賞臺                                                                         |
| 4/F           |             | 連接至觀賞亭之通道                                                             |
| 3/F           | 14 13 12 11 | 電學及電磁學廳 數據科學廳 可持續發展廳                                         |
| 2/F           | 10 9 8 7    | 中國科學家精神展廳 物理力學廳 聲學廳 智能科技廳                                |
| 1/F           | 6 5 4 3     | 生物多樣性廳 航海科學廳 兒童科學廳 兒童樂園廳（120公分或以下）                 |
| G/F           | 2 1         | 特備展覽 天文科學展廳“觀星者”                                                  |
| G/F(收費區外) |             | 售票處、禮品店、麥當勞、咖啡閣、親子互動區、洗手間、育嬰室、連接至觀賞臺之通道 |

以上展覽會在每半年至數年更新一次。

## 電梯配置
電梯一律採用奧的斯升降機。公共停車場部分採用上海三菱電梯。

## 交通

### 公共巴士
M266 澳門科學館（Centro de Ciencia de Macau）
路線：3A、8、12、17S、60

### 其他交通
- 的士
- 免費穿梭巴士（因疫情關係暫停服務）

## 其他
澳門科學館於2011年期間曾推出「科聯卡」（全稱「澳門科學館個人活動記錄聯網卡」），此卡可作為儲存參觀資料和在館內與展品進行互動。
2015年11月20日，澳門科學館發生火警事故，其展覽中心在11月20日至12月17日間暫停開放。

## 備註
1. ↑  14個展覽廳設有12個常設展覽廳（天文科學展廳“觀星者”、兒童樂園廳、兒童科學廳、航海科學廳、生物多樣性廳、智能科技廳、聲學廳、物理力學廳、中國科學家精神展廳、可持續發展廳、數據科學廳、電學及電磁學廳）以及兩個個特備展覽廳[13]

## 外部連結
- 官方网站
- 澳門科學館的Facebook專頁
- 澳門科學館─科普教育的Facebook專頁
- 澳門科學館的X（前Twitter）
- YouTube上的澳門科學館頻道
- 澳門科學館的Instagram帳戶
- 澳門科學館的新浪微博